# Rajania
Rajania L. – dawniej wyróżniany rodzaj wieloletnich, ziemnopączkowych pnączy z rodziny pochrzynowatych (Dioscoreaceae), obejmujący 19 gatunków endemicznych dla Karaibów. We współczesnych ujęciach włączony do rodzaju pochrzyn.

## Morfologia
Morfologia i biologia roślin z rodzaju Rajania jest słabo poznana. Są to rośliny nagie, prawdopodobnie tworzące bulwy pędowe, o liściach naprzemianległych, o całobrzegiej blaszce. Kwiaty męskie 6-pręcikowe, drobne, szypułkowe, rzadko siedzące, zebrane w kwiatostan wierzchotkowy. Owocami są jednokomorowe, jednonasienne skrzydlaki, spłaszczone, jednostronnie oskrzydlone. Nasiona spłaszczone.

## Systematyka
Pozycja rodzaju według APW (aktualizowany system APG IV z 2016)Włączony do rodzaju pochrzyn (Dioscorea). We wcześniejszych ujęciach wyróżniany w rodzinie pochrzynowatych (Dioscoreaceae), w rzędzie pochrzynowców (Dioscoreales) w obrębie kladu jednoliściennych (monocots).
Gatunki
- Rajania angustifolia Sw.
- Rajania cephalocarpa Uline ex R.Knuth
- Rajania cordata L.
- Rajania ekmanii R.Knuth
- Rajania hastata L.
- Rajania microphylla Kunth
- Rajania minutiflora Uline ex R.Knuth
- Rajania nipensis R.A.Howard
- Rajania ovata Sw.
- Rajania pilifera Urb.
- Rajania porulosa R.Knuth
- Rajania psilostachya (Kunth) Uline ex R.Knuth
- Rajania quinquefolia L.
- Rajania spiculiflora Uline ex R.Knuth
- Rajania tenella R.A.Howard
- Rajania tenuiflora R.Knuth
- Rajania theresensis Uline ex R.Knuth
- Rajania wilsoniana C.V.Morton
- Rajania wrightii Uline ex R.Knuth

## Zastosowanie
Rośliny z gatunku Rajania cordata były dawniej masowo uprawiane z uwagi na jadalne bulwy. Obecnie, po introdukowaniu w Ameryce innych roślin typu yam z rodziny obrazkowatych (żółtosocza, kolokazja), są one uprawiane tylko w Dominikanie i na Kubie